# Kesambenwetan
Kesambenwetan is een bestuurslaag in het regentschap Gresik van de provincie Oost-Java, Indonesië. Kesambenwetan telt 5389 inwoners (volkstelling 2010).